# Jerry Hall
Jerry Faye Hall  (f. 2. juli 1956 i Texas) er en amerikansk supermodel og skuespiller. Hun er mest kendt for at have været Mick Jaggers papirløse samleverske. 

## Begyndelse
I Halls biografi Jerry Hall’s Tall Tales, der blev udgivet i 1985 beskriver hun sit tidligere liv i Texas, hvor hun gennemførte North Mesquite High School. Hun fortæller også om sine oplevelser som ung model, bosat i Paris. 

## Bryllup
Den 21. november 1990 ”giftede” Hall sig med Mick Jagger i en hindu ceremoni på Bali. De havde begyndt en affære i 1977, mens Hall stadig var forlovet med Bryan Ferry. Deres ægteskab varede indtil 1999, hvor Jaggers affære med Luciana Gimenez blev offentligt, da Luciana fødte Micks syvende barn Lucas Morad Jagger (f. 17. maj 1999). Hall og Jagger har sammen fire børn: Elizabeth Scarlett Jagger (f. 2. marts 1984), James Leroy Jagger (f. 28. august 1985), Georgia May Ayeesha Jagger (f. 12. januar 1992, and Gabriel Luke Beauregard Jagger (f. 9. december 1997). 

## Forlovelse med Rupert Murdoch
Den 12. januar 2016 annoncerede Jerry Hall sin forlovelse med den 25 år ældre, stenrige og skandaleombruste mediemogul, Rupert Murdoch  